# Mitologia comparada

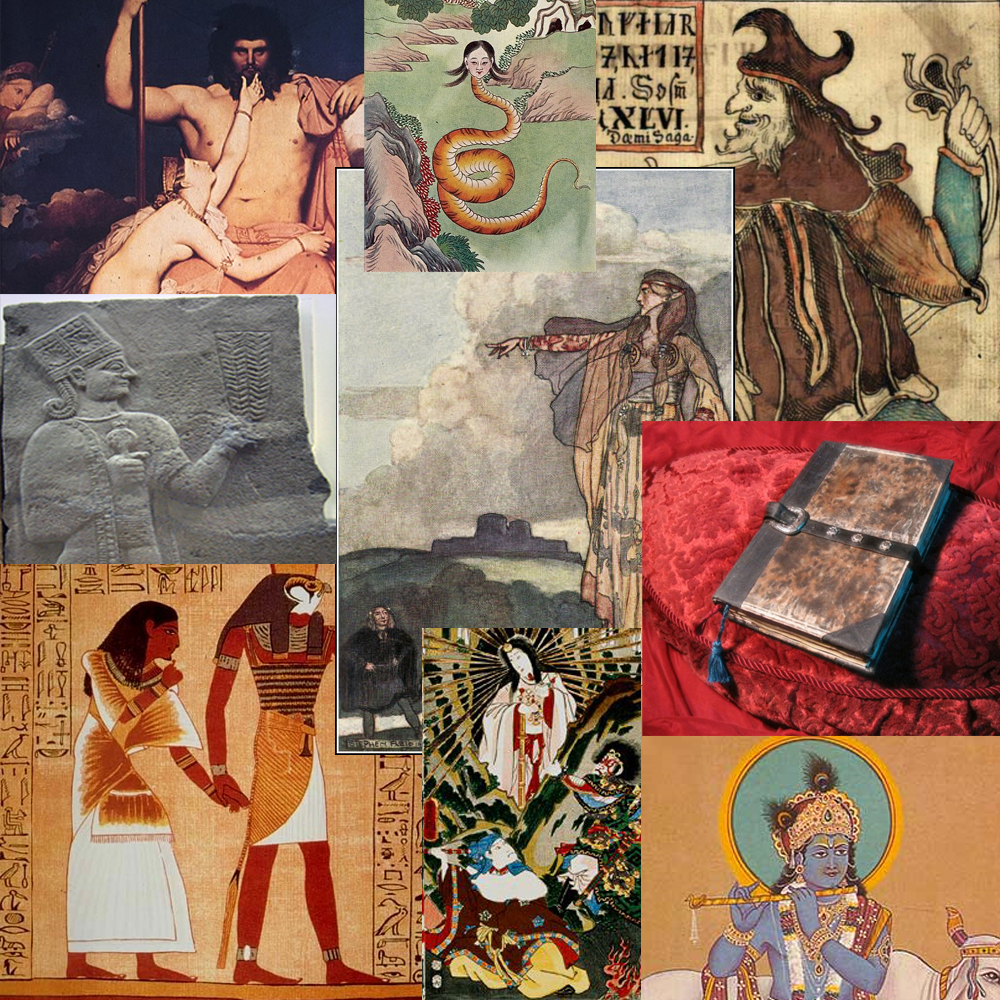
Alguns mites

La mitologia comparada és l'estudi comparatiu dels mites procedents de diferents cultures, en un intent d'identificar temes i característiques comunes. Busca establir els mitemes o històries subjacents a les variants concretes, que expliquen les grans preguntes de la humanitat a partir d'una sèrie de relats bàsics. Segons Carl Gustav Jung, aquests relats correspondrien a l'inconscient col·lectiu i per això no depenen dels contactes entre cultures. Altres, com Georges Dumézil, prefereixen el comparatisme per explicar justament aquestes relacions culturals a través dels mètodes antropològics o de la filologia.
La comparació es pot dur a terme per temes o per la forma dels mites, per tant es poden analitzar similituds entre noms de divinitats o canvis que es deuen a la transmissió oral o bé analitzar com resol cada cultura una mateixa història (punt de vista estructural).